# Challenger de San Luis Potosí 2024
El San Luis Potosí Challenger 2024 fue un torneo de tenis perteneció al ATP Challenger Tour 2024 y a la WTA 125K serie 2024 en la categoría Challenger 75 y WTA 125s. El torneo tuvo lugar en la ciudad de San Luis Potosí (México), desde el 25 de marzo hasta el 31 de marzo de 2024, sobre pista de tierra batida al aire libre.

## Cabezas de serie

### Jugadores participantes del cuadro de individuales
| Favorito | País                      | Jugador                    | Rank1 | Posición en el torneo |
| -------- | ------------------------- | -------------------------- | ----- | --------------------- |
| 1        | Bandera de Argentina      | Thiago Agustín Tirante     | 99    | Cuartos de final      |
| 2        | Bandera de Australia      | James Duckworth            | 109   | Segunda ronda         |
| 3        | Bandera de Chile          | Tomás Barrios              | 111   | Cuartos de final      |
| 4        | Bandera de Mónaco         | Valentin Vacherot          | 146   | Primera ronda         |
| 5        | Bandera de Estados Unidos | Denis Kudla                | 163   | Semifinales           |
| 6        | Bandera de Francia        | Giovanni Mpetshi Perricard | 165   | Semifinales           |
| 7        | Bandera de Australia      | Marc Polmans               | 167   | Primera ronda         |
| 8        | Bandera del Reino Unido   | Oliver Crawford            | 203   | Segunda ronda         |

- 1 Se ha tomado en cuenta el ranking del 18 de marzo de 2024.

### Otros participantes
Los siguientes jugadores recibieron una invitación (wild card), por lo tanto ingresan directamente al cuadro principal (WC):
- Rodrigo Pacheco Méndez
- Alan Fernando Rubio
- Vasek Pospisil

Los siguientes jugadores ingresan al cuadro principal tras disputar el cuadro clasificatorio (Q):
- Andrés Andrade
- Roberto Cid Subervi
- Christian Langmo
- Nicolás Mejía
- Matías Soto
- Beibit Zhukayev

### Individuales femenino
| Tenista                | Ranking | Preclasificada |
| Tatjana Maria          | 48      | 1              |
| Elisabetta Cocciaretto | 51      | 2              |
| Sara Sorribes          | 52      | 3              |
| Nadia Podoroska        | 78      | 4              |
| Erika Andreeva         | 94      | 5              |
| Hailey Baptiste        | 96      | 6              |
| Alizé Cornet           | 99      | 7              |
| María Carlé            | 101     | 8              |

- Ranking del 18 de marzo de 2024.

### Dobles femenino
| Tenista                         | Ranking | Preclasificada |
| Angela Kulikov Elixane Lechemia | 182     | 1              |
| Julia Lohoff Conny Perrin       | 215     | 2              |
| Irina Bara Dalila Jakupović     | 240     | 3              |
| Hailey Baptiste Whitney Osuigwe | 256     | 4              |

## Campeones

### Individual Masculino
Nicolás Mejía derrotó en la final a  Matías Soto por 6–1, 5–7, 6–2

### Dobles Masculino
Rithvik Choudary Bollipalli /  Niki Kaliyanda Poonacha derrotaron en la final a  Antoine Bellier /  Marc-Andrea Hüsler por 6–3, 6–2

## Campeonas

### Individuales femeninos
Nadia Podoroska venció a  Francesca Jones por 6–1, 6–2

### Dobles femenino
Anna Bondár /  Tamara Zidanšek vencieron a  Laura Pigossi /  Katarzyna Piter por w/o